# خط طول 90° شرق
خط طول 90° شرق هو أحد خطوط الطول الجغرافية، والتي تمتد من القطب الشمالي الجغرافي إلى القطب الجنوبي الجغرافي، وحسب التحويل الزمني يتقدم خط طول 90° شرق عن خط غرينتش بـ6 ساعة و0 دقيقة.

## من القطب إلى القطب
ينطلق خط طول 90° شرق من القطب الشمالي نحو القطب الجنوبي مرورا بالمناطق التي ترد في الجدول التالي:
| الإحداثيات                         | البلد أو الإقليم أو البحر | ملاحظات |
| ---------------------------------- | ------------------------- | --- |
| 90°0′N 90°0′E / 90.000°N 90.000°E  | المحيط المتجمد الشمالي    | |
| 81°9′N 90°0′E / 81.150°N 90.000°E  | بحر كارا                  | مرورا بغرب جزيرة شميدت، كراسنويارسك كراي, روسيا                                                                              |
| 77°7′N 90°0′E / 77.117°N 90.000°E  | روسيا                     | كراسنويارسك كراي — Kirov Islands                                                                                             |
| 77°6′N 90°0′E / 77.100°N 90.000°E  | بحر كارا                  | |
| 75°33′N 90°0′E / 75.550°N 90.000°E | روسيا                     | كراسنويارسك كراي خقاسيا — من 55°8′N 90°0′E / 55.133°N 90.000°E توفا — من 51°40′N 90°0′E / 51.667°N 90.000°E                  |
| 50°1′N 90°0′E / 50.017°N 90.000°E  | منغوليا                   | محافظة بايان-أولجي |
| 47°53′N 90°0′E / 47.883°N 90.000°E | جمهورية الصين الشعبية     | سنجان تشينغهاي — من 36°10′N 90°0′E / 36.167°N 90.000°E منطقة التبت ذاتية الحكم — من 33°42′N 90°0′E / 33.700°N 90.000°E       |
| 28°19′N 90°0′E / 28.317°N 90.000°E | بوتان                     | |
| 26°44′N 90°0′E / 26.733°N 90.000°E | الهند                     | آسام ميغالايا — من 25°50′N 90°0′E / 25.833°N 90.000°E                                                                        |
| 25°16′N 90°0′E / 25.267°N 90.000°E | بنغلاديش                  | |
| 21°59′N 90°0′E / 21.983°N 90.000°E | المحيط الهندي             | |
| 60°0′S 90°0′E / 60.000°S 90.000°E  | المحيط الجنوبي            | |
| 66°46′S 90°0′E / 66.767°S 90.000°E | القارة القطبية الجنوبية   | Kaiser Wilhelm II Land، الإقليم الأسترالي في القارة القطبية الجنوبية، المطالب الإقليمية بالقارة القطبية الجنوبية by أستراليا |